# Bart Verbrugh
Albertus Johannes (Bart) Verbrugh (Den Haag, 19 juli 1916 - Dordrecht, 5 februari 2003) was een Nederlandse politicus en scheikundige. Hij was lid van de staatscommissie Cals/Donner van 1967 tot 1971, van de Tweede Kamer van 1971 tot 1981 en fractievoorzitter van het Gereformeerd Politiek Verbond (GPV) van 1977 tot 1981.
Hij is gepromoveerd als fysisch chemicus. Hij heeft tot aan zijn pensionering gedoceerd aan de HTS in Dordrecht, waarvoor hij ook een leerboek schreef.

## Loopbaan en visie
Verbrugh stond bekend als de GPV-ideoloog. Niet-kerkelijk opgevoed, werd hij in 1936 gereformeerd en ging in 1946 mee met de Vrijmaking. Hij had deze in 1944 niet kunnen meemaken, omdat hij toen in Nederlands-Indië geïnterneerd was. Hij werd actief in de politiek, eerst voor de Anti-Revolutionaire Partij en later voor het GPV.
Verbrugh wilde een rechtse doorbraak van een brede 'nationaal-christelijke' beweging en was daarom een tegenstander van de GPV'ers die een strikt kerkelijke partij wilden. Hij was het brein achter het Nationaal Evangelisch Verband (NEV), een buitenparlementaire politieke organisatie die tijdens de verkiezingen het GPV steunde, maar bestond uit niet-vrijgemaakte leden. Mede onder druk van verontruste vrijgemaakten zegde het GPV in 1972 echter het samenwerkingsverband met het NEV op. Uit het NEV kwam in 1975 de Reformatorische Politieke Federatie (RPF) voort.
Andere politieke groeperingen waar Verbrugh mee wilde samenwerken waren de Nederlandse Concentratie (die zich verzette tegen de Indonesische onafhankelijkheid), de Stichting voor Nationale Christelijke Politiek, de Stichting Johannes Althusius en het Oud-Strijders Legioen.
Verbrugh was een van de samenstellers van het program van politieke richtlijnen (1966, herzien in 1978) en schreef daarvoor een lijvig driedelig werk: Universeel en Antirevolutionair (1980-1985).
Verbrugh was internationaal georiënteerd. Hij leerde Esperanto en Deens en wilde met kleine Scandinavische partijen op Europees niveau samenwerken. Deze samenwerking was ingegeven door zijn afwijzing van de Europese eenwording. Het GPV was lange tijd fel tegen elke vorm van soevereiniteits overdracht aan supranationale organisaties als de Verenigde Naties, de NAVO en de Europese Unie.
Verbrugh noemde zijn ideologische stellingname 'christelijk-nationaal'. Door velen werd die echter tot zijn ongenoegen als nationalistisch bestempeld. Zo was Verbrugh voor de bescherming van de Nederlandse taal en cultuur (die volgens hem erg was bepaald door de Reformatie en de Tachtigjarige Oorlog) en had hij begrip voor het basisidee van de Apartheid in Zuid-Afrika, hoewel hij bezwaren tegen de praktische uitwerking ervan had. Hij was een persoonlijke vriend van de zoon van president Hendrik Verwoerd. Zijn visie op de apartheidspolitiek leidde in juni 1976 tot een emotionele botsing met PvdA-fractievoorzitter Ed van Thijn.
Verbrughs ideeën bevatten ook een theocratisch element. Hij was beïnvloed door de ideeën van de hervormde theoloog Arnold van Ruler, die een uiterlijke kerstening van het openbare leven wenste. Verbrugh wilde een christelijke overheid met een christelijke grondwet die wees naar het doel waarnaar het volk op weg was. De belangrijkste taak van de overheid was God de hoogste eer te geven. Aanvankelijk was Verbrugh daarom van mening dat "openlijke ongelovigen" geen politieke rechten mochten bezitten en dat in het parlement alleen partijen vertegenwoordigd mochten zijn die de christelijke grondwet accepteerden. Deze ideeën stonden in het Vrij politiek tractaat van 1949. Verbrugh zou later echter afstand nemen van de meest vergaande voorstellen uit dit boek.
De christelijk-nationale ideologie van Verbrugh heeft zijn sporen nagelaten in het denken van de ChristenUnie. De partij erkent 'Gods heerschappij' over het staatkundig leven en binnen de partij leeft nog steeds - hoewel fors afgenomen - een anti-Europees sentiment. Verbrughs opvattingen leunen ook richting de rechts-nationalistische ideeën van Geert Wilders en de Partij voor de Vrijheid.
Verbrugh werd in 1967 gevraagd voor de staatscommissie Cals/Donner die zich bezon over de herziening van de grondwet. Verbrugh wilde een grondwetswijzing in christelijke zin (verwijzing naar het christelijke doel van Nederland), maar hier kwam niets van terecht.
Van 1971 tot 1981 was hij lid van de Tweede Kamer en in 1977 volgde hij Piet Jongeling als fractievoorzitter op, zij het toen echter van een eenmansfractie. Als Kamerlid kwam Verbrugh op voor een sterke defensie (in 1974 interpelleerde hij hier minister Henk Vredeling over) en keerde hij zich tegen abortus provocatus. In 1981 werd het door Verbrugh en fractievoorzitter Hette Abma van de SGP ingediende wetsontwerp 'Bescherming menselijke vrucht' echter met een grote meerderheid van stemmen door de Tweede Kamer verworpen. In 1981 maakte Verbrugh plaats voor Gert Schutte.
Na zijn afscheid van de Kamer nam Verbrugh tot 1986 nog zitting in de Adviescommissie voor Vreemdelingenzaken.
In 1992, toen Verbrugh afscheid nam als lid van het wetenschappelijk bureau van het GPV, de Groen van Prinstererstichting, werd hem een afscheidsbundel aangeboden en werd hij benoemd tot erelid van het GPV. In de negentiger jaren was hij een (gematigd) voorstander voor het samengaan van het GPV met de RPF in de ChristenUnie en publiceerde hij hierover samen met RPF-ideoloog Roel Kuiper. Begin 2003 overleed Bart Verbrugh op 86-jarige leeftijd.
Op 16 juli 2012, zijn 96e geboortedag, werd in de Dordtse wijk Crabbehof een straat naar Verbrugh vernoemd, het A.J. Verbrughpad.

## Werken
- Vrij politiek tractaat. Tekening van enige gevaren waarmee het Westerse libertinisme de christenen bedreigt, samen met K. Drost en W. Vreeken, ’s-Gravenhage 1949, 148 blz.
- Universeel en Antirevolutionair. Toelichting bij de richtlijnen voor de nationaal-gereformeerde, dat is universeel-christelijke en antirevolutionaire politiek (Groningen 1980-1985).
- Jong zijn en oud worden (scheppende leiding in een periode vanaf ca. 1920), autobiografie, druk 2002, 328 blz., ISBN 90-5881-084-4
- Nederlandse levensstijl en taal in het verenigende Europa, De Vuurbaak / 1991
- Overwegingen bij de Europese verdragsconferentie (IGC'96) en bij hierop gerichte Nederlandse beleidsvoorstellen, Eurofractie SGP/GPV/RPF distr. / 1995
- Europese droom zonder norm of traditie, Willem de Zwijgerstichting / 1994